# Чаппелл Роун
Кейлі Роуз Амстуц (англ. Kayleigh Rose Amstutz; 19 лютого 1998 , Віллард, Міссурі ), професійно відома як Ча́ппелл Ро́ан (Chappell Roan) — американська співачка та авторка пісень. Більшість її музики натхненна синті-попом 1980-х і поп-хітами початку 2000-х років. На її естетику значною мірою вплинули дреґ-королеви, а музику та стиль виконання описують як кемпові.
У 17 років Роан завантажила власну пісню «Die Young» на YouTube. Незабаром підписала контракт з Atlantic Records. У 2017 році випустила свій дебютний мініальбом School Nights. Її сингл 2020 року «Pink Pony Club» був стилістичним відходом від її ранніх релізів і сприяв початковому підйому Роан до популярності. Того ж року лейбл припинив співпрацю з нею.
Після невеликої перерви вона самостійно випустила серію пісень у 2022 році. Її дебютний альбом The Rise and Fall of a Midwest Princess у 2023 році випустив лейбл Island Records. Альбом увійшов до кількох списків найкращих альбомів року. Він не мав негайного комерційного успіху, але став культовим вже через кілька місяців після виходу, а на початку 2024 року вважався сплячим хітом. На комерційний прорив альбому значною мірою вплинула участь Роан на розігріві у турне Guts World Tour Олівії Родріґо, виступи на таких музичних фестивалях, як Coachella та Governors Ball, а також успіх її наступного синглу «Good Luck, Babe!». До середини 2024 року Midwest Princess значно піднявся у світових чартах, потрапивши до п'ятірки найкращих у Billboard 200 в США, а також в Австралії, Ірландії, Новій Зеландії та Великобританії. Згодом кілька синглів з альбому увійшли до різних музичних чартів вперше з моменту їхнього випуску. Журнал Harper's Bazaar назвав пісню «Good Luck, Babe!» одним з найкращих хітів літа 2024.

## Особисте життя
Чаппелл Роун є відкритою лесбійкою. Станом на вересень 2024 року Роан перебувала у стосунках з жінкою, чия особистість не розголошується, проте відомо, що вона не пов'язана з музичною індустрією.